# Norman Crowe
Edwin Norman Crowe (* 13. Februar 1905; † 27. April 1992) war ein britischer Politiker auf der Isle of Man, der unter anderem von 1956 bis 1970 Mitglied des Parlaments (Tynwald) war. Er war zudem zwischen 1967 und 1971 als Vorsitzender des Exekutivrates (Chairmen of the Executive Council) Regierungschef der Isle of Man.

## Leben
Edwin Norman Crowe wurde 1956 erstmals Mitglied des House of Keys, des Unterhauses des Parlaments (Tynwald), und gehörte diesem nach seinen darauf folgenden Wiederwahlen bis 1970 an. Als Nachfolger von Robert „Bert“ Cannell Stephen wurde er 1964 als Chairmen of the Finance Board Finanzminister im Exekutivrat (Executive Council), der Regierung des Insel, und übte dieses Amt bis zu seiner Ablösung durch John Brown Bolton 1967 aus.
Crowe selbst wurde im Februar 1967 als Nachfolger von Charles Kerruish Vorsitzender des Exekutivrates (Chairmen of the Executive Council) und damit Regierungschef der Isle of Man. Er bekleidete dieses Amt bis Januar 1971 und wurde daraufhin von Percy Radcliffe abgelöst.